# Тоні Маккей
Тоні Маккей  (англ. Tony McQuay, 16 квітня 1990) — американський легкоатлет, олімпійський медаліст.

## Виступи на Олімпіадах
| Олімпіада           | Дисципліна              | Місце     |
| ------------------- | ----------------------- | --------- |
| Лондон 2012         | біг на 400 метрів       | 4 h2 r2/3 |
| Лондон 2012         | естафета 4 x 400 метрів | 2         |
| Ріо-де-Жанейро 2016 | естафета 4 x 400 метрів | 1         |